# Hansrudi Wäscher
Hansrudi Wäscher (1928-2016) est un auteur de bande dessinée allemand.
Spécialisé dans les récits de genre (chevalerie, hommes de la jungle, pirates, science-fiction, etc.) il a réalisé des centaines d'histoires tout au long d'une carrière qui s'étend du début des années 1950 aux années 2000.
Très populaire en Allemagne de l'Ouest, Wäscher a contribué malgré les faiblesses artistiques de ses créations au développement et à la pérennisation de la bande dessinée allemande moderne, rôle qui lui a valu un prix Max et Moritz spécial pour l'ensemble de sa carrière en 2008.

## Biographie
Hansrudi Wäscher naît le 5 avril 1928 à Saint-Gall, en Suisse, de parents allemands. Rapidement, ses parents déménagent à Lugano, dans la partie italianophone du pays. C'est là qu'il découvre, dans leurs traductions italienne, les bandes dessinées américaines comme Tarzan, Mandrake ou Flash Gordon. En 1940, sa famille retourne en Allemagne.
Après ses études secondaires, Wäscher suit une formation de peintre d'affiches publicitaires puis étudie à l'école d'arts appliqués de Hanovre (Hannover Werkkunstschule). Il y signe sa première œuvre, Der Herr Boll, pour la maison d'édition Schwarzwald.
À l'époque, l'Allemagne ne produit pas de bandes dessinées. C'est lors d'une balade à Hanovre en 1953 que Wäscher découvre des illustrés couleurs en petit format à l'italienne produits par un éditeur local. Surpris par cette initiative, il prend quelques dessins avec lui et va poser sa candidature auprès de Walter Lehning, l'éditeur en question, auquel il vend immédiatement son projet de série Sigurd, un héros moyenâgeux à la Prince Vaillant.
La série est publiée dans les magazines de bande dessinée populaires de l'époque, appelés le plus souvent par le vocable italien séries piccolo, en référence à leur petit format. De 1953 à 1963, la série qui obtient un succès considérable parait en 581 albums. Wäscher crée de nombreux autres personnages pour Lehning, comme Nick le conducteur d'engin spatiaux (en 1958, juste après le lancement du Spoutnik 1), le chevalier Falk, le pirate Gert Jörg ou encore une reprise non autorisée d'Akim dont 196 épisodes sont publiés avant que les ayants droit italiens ne fassent cesser cette publication, conduisant Wäscher à créer un clone, Tibor.
En 1958, le premier satellite artificiel, Wäscher crée Nick, conducteur d'engins spatiaux (Nick der Weltraumfahrer). En 1962, il lance Nizar, un autre héros de la jungle chez l'éditeur Koelling, puis en 1963, il crée Bob und Ben, mais il n'en réalise que 14 épisodes avant que la série ne soit reprise par d'autres dessinateurs. En 1967, il crée sa dernière série pour Lehning. Il s'agit de Roy Stark qui ne connaît que 14 numéros, car l'éditeur fait ensuite faillite.
Devant trouver un nouvel éditeur, Wäscher crée 1968 crée le chevalier Ulf et Tigerboy pour Koelling. En 1969, il entame son travail sur Buffalo Bill chez Bastei.
Dès les années 1970, ses premières publications sont recherchées par des collectionneurs nostalgiques.
En 2008, le jury des prix Max et Moritz lui décerne un prix spécial pour l'ensemble de sa carrière. L'année suivante, ce sont les prix Peng ! du festival de Munich qui le récompensent pour son œuvre.